# تپه قاسم‌آباد ۱
تپه قاسم‌آباد ۱ مربوط به مفرغ است و در شهرستان گیلانغرب، بخش مرکزی، دهستان حومه، ۶۰۰ متری غرب روستای قاسم آّباد واقع شده و این اثر در تاریخ ۲۶ اسفند ۱۳۸۷ با شمارهٔ ثبت ۲۵۶۶۶ به‌عنوان یکی از آثار ملی ایران به ثبت رسیده است.